# Desaparición de Arianna Fitts
Arianna Fitts (de 2 años) y su madre Nicole Fitts (de 32 años) fueron reportadas como desaparecidas el 5 de abril de 2016 en el área de San Francisco (California). Sin embargo, Nicole Fitts fue vista por última vez cuatro días antes, el 1 de abril, y no se había visto a Arianna desde mediados de febrero de 2016. Arianna Fitts sigue desaparecida, mientras que el cuerpo de su madre fue descubierto enterrado en McLaren Park el 8 de abril.

## Antecedentes
Tanto la madre como la hija tenían vínculos familiares con San Mateo, Oakland, Fresno, Santa Cruz y Silicon Valley y visitaban regularmente el sur de California.
Familiares de las Fitts alertaron a la Policía de San Francisco el 5 de abril de 2016 de que Nicole y Arianna Fitts estaban desaparecidas y Nicole Fitts fue vista por última vez el 1 de abril después de recibir una llamada telefónica para encontrarse con la niñera de su hija. Se cree que se desplazó desde su trabajo en una tienda Best Buy en la calle Harrison a través de un Vehículo Ferroviario Municipal en el Corredor de la Calle Tercera alrededor de las 21:45 horas, vistiendo una camiseta azul de Best Buy. Su hija Arianna, fue vista por última vez a finales de febrero en Oakland (California).
El 8 de abril, un jardinero del parque John McLaren descubrió un gran trozo de madera que descansaba detrás de un grupo de arbustos cubiertos de hiedra con un extraño personaje plateado pintado en él. Debajo se descubrió el cuerpo de Nicole Fitts en posición fetal, en una tumba poco profunda descubierta, pero previamente cubierta por la madera. Tras este hallazgo, la policía centró su atención en las personas que cuidaban de Arianna mientras su madre se desplazaba dos horas para ir a trabajar.

## Búsqueda
Encontrado el cuerpo de la madre, los esfuerzos se volcaron en la búsqueda de su hija desaparecida. La policía investigó casas en Emeryville, Oakland y Daly City, y citó que las personas que habían visto a Fitts por última vez no cooperaron con el proceso de entrevista inicial. La policía identificó a tres personas de interés en una conferencia de prensa, que fueron nombrados como Helena, Devin Martin y Siolo Hearne. Las hermanas de Nicole Fitts dijeron a los medios de comunicación que todavía confiaban que Arianna estuviera viva, y uno dijo a los periodistas que: "Alguien quería a Arianna como su propio [niño]". La familia creó un sitio web para resaltar la búsqueda, y ofreció una recompensa de 10 000 dólares a cualquier persona con información que pueda ayudarles a localizar a Arianna y su regreso a salvo. Best Buy también ofreció otra recompensa de 10 000 dólares por información directa sobre Arianna. En 2021, la policía aumentó la recompensa por información sobre Arianna a 100 000 dólares. En 2022, San Francisco y el FBI anunciaron el aumento de la recompensa por pistas a 250 000 dólares.
En abril de 2021, la policía de San Francisco hizo público un boceto forense de Arianna cuya edad había avanzado hasta los 7 años, junto con dos boletines criminales.

## Aparición en medios
En febrero de 2020, su caso fue perfilado en el podcast de crimen The Vanished. El caso también se perfiló en otro podcast de crimen Inside the FBI en junio de 2021 y el podcast se promocionó en la página de Twitter del FBI en un esfuerzo por llegar a más personas que pudieran ayudar en el caso. En noviembre de 2022, el podcast Crime Junkie también se hizo eco del caso.